# Norantea
Die Norantea sind eine Pflanzengattung aus der Familie der Marcgraviaceae mit zwei Arten.

## Beschreibung
Norantea sind wuchernde Sträucher oder Lianen, die häufig epiphytisch wachsen. Die Blätter sind gestielt. Die Blütenstände sind lange, dichte Trauben aus 100 bis 300 kurz gestielten Blüten. Die Nektarien befinden sich an der oberen Hälfte des Blütenstiels, sind gestielt und sackförmig. 
Die Blüten sind fünfzählig. Die Kronblätter sind unverwachsen oder am Ansatz schwach verwachsen. Es gibt 20 bis 35 Staubblätter, die Staubfäden sind mit dem Ansatz der Krone verwachsen. Die Fruchtknoten sind fünfkammerig, jede Kammer hat zehn bis zwanzig Samenanlagen. 

## Verbreitung
Die Gattung ist neuweltlich, ihr Verbreitungsgebiet reicht vom nördlichen Südamerika bis Bolivien und Süd-Brasilien. 

## Systematik
Die Gattung enthält zwei Arten, darunter:
- Norantea guianensis Aubl.: Sie kommt in Brasilien, Bolivien, Kolumbien, Ecuador, Peru, Venezuela, Guayana, Französisch-Guayana, Suriname und in Trinidad-Tobago vor.[1]